# Mohammad Khamis
Mohammad Khamis (11 marzo 1976) è un ex calciatore emiratino, di ruolo difensore.

## Carriera

### Club
Ha sempre giocato nel campionato emiratino.

### Nazionale
Ha esordito in Nazionale nel 2003.